# Павлевский, Бронислав
Бронислав Павлевский (пол. Bronisław Pawlewski; 13 января 1852, Волова — 29 января 1917, Львов) — польский химик; дважды возглавлял Львовскую политехнику, в то время Высшую политехническую школу (в 1895-1896 и 1909-1910 годах).

## Биография
Родился в Волове Плоцкого уезда 13 января 1852 года. Гимназию окончил в Варшаве и изучал химию в Варшавском университете. В 1876 году получил статус кандидата наук. В 1877-1879 гг. был ассистентом общей химии Полеводческо-лесного института в Пулавах. В 1879-1881 годах — ассистент технической химии Варшавского университета.
В связи с русификацией учебного процесса в Польше переехал во Львов, где в 1881-1882 гг. был ассистентом отдела химической технологии Львовской политехники. В 1882 году — доцент и руководитель кафедры, с 1885 года — профессор. В течение 1883-1891 гг. руководил опытной станцией нефти. Неоднократно был избран деканом отдела технической химии, дважды — ректором.
Профессор Павлевский был талантливым ученым, автором многих научных трудов. Одной из областей его интересов была геолого-горная, в частности он работал над методами разработки искусственного угля. Читал курсы химической технологии (неорганических и органических соединений). Научный задел его касается также и технологии переработки природных материалов (дерева, воска, керамики и др.). Был действительным членом многих научных обществ. Сделал важный вклад в издание Каталога польской научно-технической литературы (в сотрудничестве с Лондонским «International catalogue of Scientific literature»).

## Публикации
- "Podręcznik analizy miarowej" Warszawa 1883;
- "Analiza chemicznotechniczna" Lwów 1896,1900,1906;
- "Organiczna preparatyka chemiczna" Lwów 1907,1908;
- "Sposoby oceniania wartości nafty" Warszawa 1884
- Перевод с немецкого работы "Przewodnik do analizy ciał organicznych" Warszawa 1876.